# 情愛妄想
情愛妄想是一種少見的心理疾病，患者會陷入另一個人（通常有較高的社會地位）和他談戀愛的妄想之中。
為紀念法國精神病學家克雷宏波（1872-1934）於1921年發表了題目為「Les Psychoses Passionelles」的一篇論文，該病徵又被稱為克雷宏波综合征。

## 症狀
钟情妄想的主要症狀在於，患者會有和另一個人（通常有較高社會地位）秘密地談着戀愛的錯覺。患者也可能會相信他們錯覺的對象以像是身體姿態、家具擺設和其他宛如無自覺的動作（或若對象是個大眾人物，則通過媒體上）秘止地傳達着他們的愛意。患者錯覺的對象一般極少或根本沒有和患者有所接觸，也是患者自己相信其對象和他有著虛構的開展和關係。被愛妄想症主要是在妄想症的主要症狀，或思覺失調症的部份症狀中被發現。
有時，其錯覺的對象不一定是真實存在的，雖然更一般地，其對象會是如受歡迎的歌手、演員和政治家等在媒體上活躍的大眾人物。被愛妄想症曾有記錄是跟蹤狂（stalking）或騷擾的起因之一。
约翰·欣克利試圖對雷根的暗殺曾被報導是導源於暗殺者的被愛妄想，認為總統的死可以讓茱迪·科士打公開宣佈她對欣克利的愛。
喜劇演員大衛·萊特曼和退休太空人斯多里·馬斯格雷夫即曾為Margaret Mary Ray被愛妄想的對象，而其他的明星，如瑪丹娜、史蒂芬·史匹柏、芭芭拉·曼瑞兒和琳達·朗絲黛等人也都反複被患有被愛妄想症的人做為跟蹤的對象。

## 歷史
早期描述此一情況的文章可以在希波克拉底、伊雷西斯垂都斯、普魯塔克和蓋倫等人的作品發現。在精神病學的文獻裡，則是於1623年由傑克·費朗所寫的論文中首次出現，且曾被有「old maid's psychosis」、「erotic paranoia」、「erotic self-referent delusions」等不同的名稱，直到被愛妄想症和克雷宏波症候群等名稱的普遍被使用。
Berrios和Kennedy表示被愛妄想症的概念在歷史的某些階段中有着重大變化：
- 古典時期－十八世紀初期：由暗戀而導致的一般疾病
- 十八世紀初期－十九世紀初期：過度追求肉體上的愛（像是異常性欲或色情狂）
- 十九世紀初期－二十世紀初期：如同一種心理疾病般的暗戀
- 二十世紀初期－現在：「被別人所愛」的妄想

## 故事中的被愛妄想
- 被愛妄想症是中世紀裡宮廷戀愛抒情詩中很盛行的體材。
- 「被愛妄想症（Erotomania）」是Joshua Ostrander所著的一篇短篇故事的名稱，其內容是描繪主角跟蹤他所著迷的一位女性的故事。
- 布克獎得獎作家伊恩·麥克尤恩在其著作《紅氣球之戀》中，描寫一位科普作家被一位患有被愛妄想症的人騷擾，在兩個角色間接地被捲進一場熱氣球的墜毀意外之後。
- 在尼古萊·果戈理所著的《狂人日記》中，描繪了一位患有被愛妄想症的主角。
- 在英國喜劇 The Mighty Boosh 的其中一集－ The Legend of old Gregg 裡， Old Gregg 幻想他和 Howard 之間的關係，在許多的場合裡問着「你是否喜歡我？（do you love me?）」，而在最後真的告訴 Howard 他和他正在談着戀愛。
- 在「Obsessed」，珍娜·艾夫曼飾演一位醫藥作家，她錯覺相信她和一位已嫁的醫生有著感情，且電影開始於她試圖跟蹤這位醫生時。 （页面存档备份，存于）
- 在2002年的法國電影《安琪狂想曲》（À la folie... pas du tout）中，被愛妄想症是安琪（Angélique，由奧黛莉·朵杜飾演）被關在病院裡的原因。
- 電視連續劇罪犯解碼的其中一集－ Broken Mirror 即在處理被害妄想症。它也是連續劇 Wire in the Blood 的其中一集－ Nothing but the Night 中的一個旁支。
- 戲劇Punk Rock中，男主角威廉(William)即使知道女主角莉莉(Lilly)正與他人拍拖，仍妄想莉莉和自己相愛。
- 在2020年上映的港產電影幻愛中，男主角李志樂雖然在一次幫助人時與女主角碰面，即使阿樂連她的名字也不知道，仍妄想自己跟女主角拍拖數個月，更幻想她的名字叫欣欣。

## 相關影視
- 《紅氣球之戀》（Enduring Love）是一部有關被愛妄想症患者的小說/電影。
- 《幻愛》( Beyond the Dream)是一部2020年的港產電影，講述一名思覺失調患者患上被愛妄想症。

### 引用
1. ↑  Oliveira, C.; Alves, S.; Ferreira, C.; Agostinho, C.; Avelino, M.J. . The Journal of the European Psychiatric Association. 2016, 33: 664.

## 外部連結
- What Is Erotomania? （页面存档备份，存于）
- Erotomania: Causes, symptoms, diagnosis, and treatment （页面存档备份，存于）
- Erotomania: Definition, Symptoms, and Treatment （页面存档备份，存于）